# Mohammad Bagheri Motamed
Mohammad Bagheri Motamed (Teerã, 24 de janeiro de 1986) é um taekwondista iraniano, .
Mohammad Bagheri Motamed competiu nos Jogos Olímpicos de 2012, na qual conquistou a medalha de prata em 2012.